# Idioma tandia
El tandia es una lengua austronesia extinta que pertenecía a la presunta familia Cenderawasih (Bahía de Geelvink) en Papúa, Indonesia. La mayoría de los hablantes abandonaron el tandia y adoptaron el wandamen. En 1991, quedaban solo dos personas que hablaban tandia, ambos residían al sur del río Wohsimi, en la península de Wandamen, provincia de Irian Jaya, Indonesia. En 2009 se confirmó que el tandia aún se hablaba, pero en 2024, un equipo de investigadores lingüísticos determinó que la lengua había desaparecido.